# Rhona Martin
Rhona Martin MBE (* 12. Oktober 1966 in Ayr als Rhona Howie) ist eine schottische Curlerin, die an mehreren Europa- und Weltmeisterschaften teilgenommen hat. Ihr größter Erfolg war der Olympiasieg bei den Winterspielen 2002 in Salt Lake City (bei Olympischen Spielen startet das schottische Nationalteam jeweils für Großbritannien).
Nachdem sie mehrmals daran gescheitert war, die schottische Meisterschaft zu gewinnen, qualifizierte sie sich 1998 erstmals für eine internationale Meisterschaft. Bei den Europameisterschaften 1998 in Flims (Schweiz) gewann sie die Silbermedaille, in der Position des Skip. Nach einer größeren Umstellung der Mannschaft nahm sie an der Europameisterschaft 1999 in Chamonix teil, verfehlte die Medaillenränge aber knapp.
2000 gewann sie die schottische Meisterschaft und erhielt so die Möglichkeit, an der Weltmeisterschaft im heimischen Glasgow teilzunehmen. Ein Höhepunkt war der Sieg in Vorrunde (round-robin) gegen Kanada mit Skip Kelley Law. Die Kanadierinnen revanchierten sich jedoch im Halbfinale und schlugen die Schottinnen mit 10:6. Auch das Spiel um die Bronzemedaille ging verloren (10:5 gegen Norwegen mit Skip Dordi Nordby).
Die guten Platzierungen an Europa- und Weltmeisterschaften reichten für die Teilnahmeberechtigung an den Olympischen Winterspielen 2002 in Salt Lake City. Obwohl durch Krankheit leicht geschwächt, konnten die Schottinnen fünf der ersten sieben Spiele in der round-robin für sich entscheiden. Nach überraschenden Niederlagen gegen die USA und Deutschland schien die Halbfinalqualifikation in weite Ferne gerückt. Martin und ihre Teamkolleginnen mussten auf einen Sieg der Schweiz gegen Deutschland hoffen, um noch eine Chance auf die Tie-breaks zu haben, was schließlich auch eintraf.
In den Tie-break-Spielen schlugen die Schottinnen zuerst die Weltmeisterinnen aus Schweden und danach auch Deutschland. Im Halbfinal schlugen sie die favorisierten Kanadierinnen mit Skip Kelley Law und zogen in das Finale. Mit dem Sieg gegen die Schweiz mit Skip Luzia Ebnöther holten Rhona Martin und ihre Teamkolleginnen Deborah Knox, Fiona MacDonald und Janice Rankin die erste britische Goldmedaille seit 1984.
Die aufstrebende Jackie Lockhart schlug Rhona Martin bei den schottischen Meisterschaften wenige Tage nach dem Olympiasieg und holte sich im selben Jahr auch den Weltmeistertitel. 2005 stellte Martin ein "All Star Team" zusammen, mit Lockhart an der zweiten Position. Bei den Europameisterschaften in Garmisch-Partenkirchen erreichten die Schottinnen den eher enttäuschenden fünften Platz. Beim Curling-Turnier der Olympischen Winterspiele 2006 nahm Martin ebenfalls teil, doch das schottische Team schaffte die Halbfinalqualifikation nicht.
Für ihren Sieg bei den Olympischen Winterspielen wurde Martin 2002 zum Member of Order of the British Empire ernannt. 2012 wurde sie in die Scottish Sports Hall of Fame aufgenommen.